# 20461 Діоретса
20461 Діоретса (20461 Dioretsa) — планетоїд групи кентаврів, один із двох дамоклоїдів (другий — (65407) 2002 RP120), відкритий 8 червня 1999 року в обсерваторії  поблизу Сокорро в рамках проекта LINEAR.

## Орбіта
Астероїд рухається незвичною орбітою, яка характеризується великим ексцентриситетом і рухом по ретроградній орбіті. Щоб відбити цей факт, його назвали Діоретса (це літери слова «астероїд», написані у зворотному порядку). Це один із 20 астероїдів Сонячної системи, які рухаються ретроградною орбітою.
Орбіта Діоретси схожа на орбіту комети. Це дає підстави припускати, що Діоретса має кометне походження й споконвічно була об'єктом хмари Оорта.
Тіссеранів параметр щодо Юпітера — -1,539.